# Targa Florio
Ne doit pas être confondu avec Coppa Florio ou Coupe Florio.

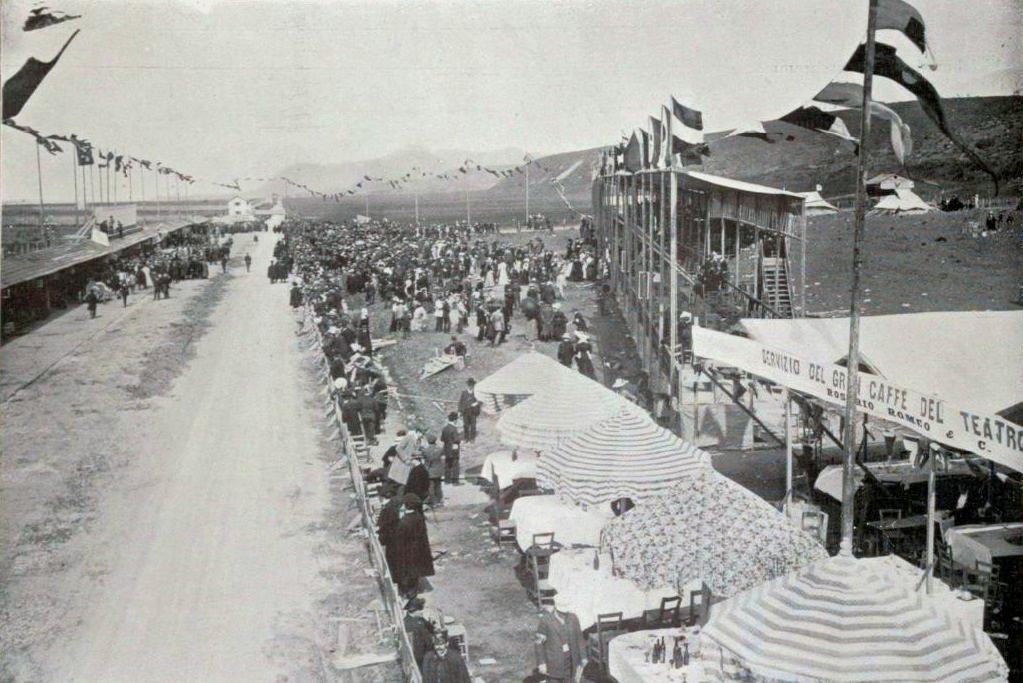
Tribunes de la Targa Florio 1907.

La Targa Florio est une course automobile italienne qui se déroulait sur le circuit des Madonies utilisant les routes de Sicile. Elle a eu lieu de 1906 à 1977.

## Historique
La Targa Florio a été créée par Vincenzo Florio, mécène sicilien passionné d’automobile et frère d'Ignazio Florio Jr. Le vainqueur recevait le célèbre trophée : une Targa en or (« targa » signifie « plaque » en italien) gravée par l'artiste français René Lalique montrant une voiture en course sur fond de paysage sicilien. 
La première édition se déroula le 6 mai 1906 en trois tours d'une boucle d'environ 150 km. Dix concurrents prirent le départ et c'est Alessandro Cagno qui s'imposa au volant de son Itala à la moyenne de 46,8 km/h.
La deuxième édition se déroula en avril 1907 avec cinquante inscriptions. C'est Felice Nazzaro sur Fiat qui gagna à la moyenne de 54 km/h.
Après des succès mitigés, elle devint en 1911 le Tour de Sicile en 1 000 km. D'abord en une seule étape, elle fut divisée en deux étapes en 1913 : Palerme-Agrigente et Agrigente-Palerme.
De 1922 à 1924, Alfa Romeo et Mercedes-Benz se disputèrent la première place. De 1925 à 1928, ce fut une parenthèse Bugatti puis le retour d’Alfa Romeo, Lancia et Maserati. Un lent désintérêt pour le parcours s'amorça jusqu'à la Seconde Guerre mondiale.
C'est en 1951 que la Targa retrouva son éclat sur le parcours classique avec des duels entre Mercedes, Porsche et Ferrari. En 1955, la course fut inscrite au calendrier officiel du Championnat du Monde, au même titre que les 24 Heures du Mans ou les 1 000 km de Monza. La moyenne du tour atteignit alors 122,5 km/h en 1972.
Cette course ne fait plus partie des épreuves du championnat mondial des marques depuis 1973. Elle ne sera plus courue après l'édition de 1977, date à laquelle la course sera interdite, à la suite de la sortie de route d'un bolide qui faucha un groupe de spectateurs. Une épreuve de rallye et une épreuve historique continuent néanmoins à être organisées chaque année.
Finalement, au cours de ses trois-quarts de siècle d'existence, courue par les plus grandes marques automobiles, elle est devenue l'une des courses légendaires de la compétition automobile.
Porsche a nommé l'un de ses nombreux modèles de 911 « Targa », en hommage à cette course que la marque remporta onze fois de 1956 à 1973.

## Palmarès

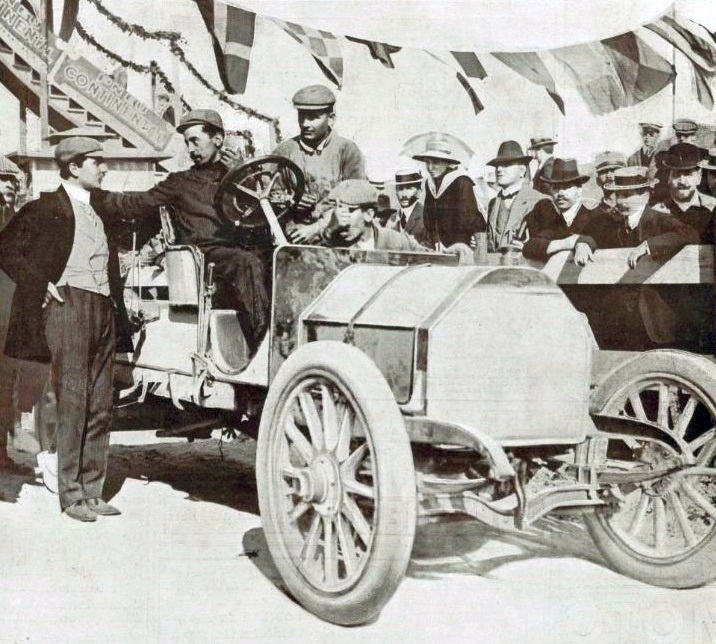
Alessandro Cagno vainqueur de la première Targa Florio en 1906, sur l'Itala n°3.

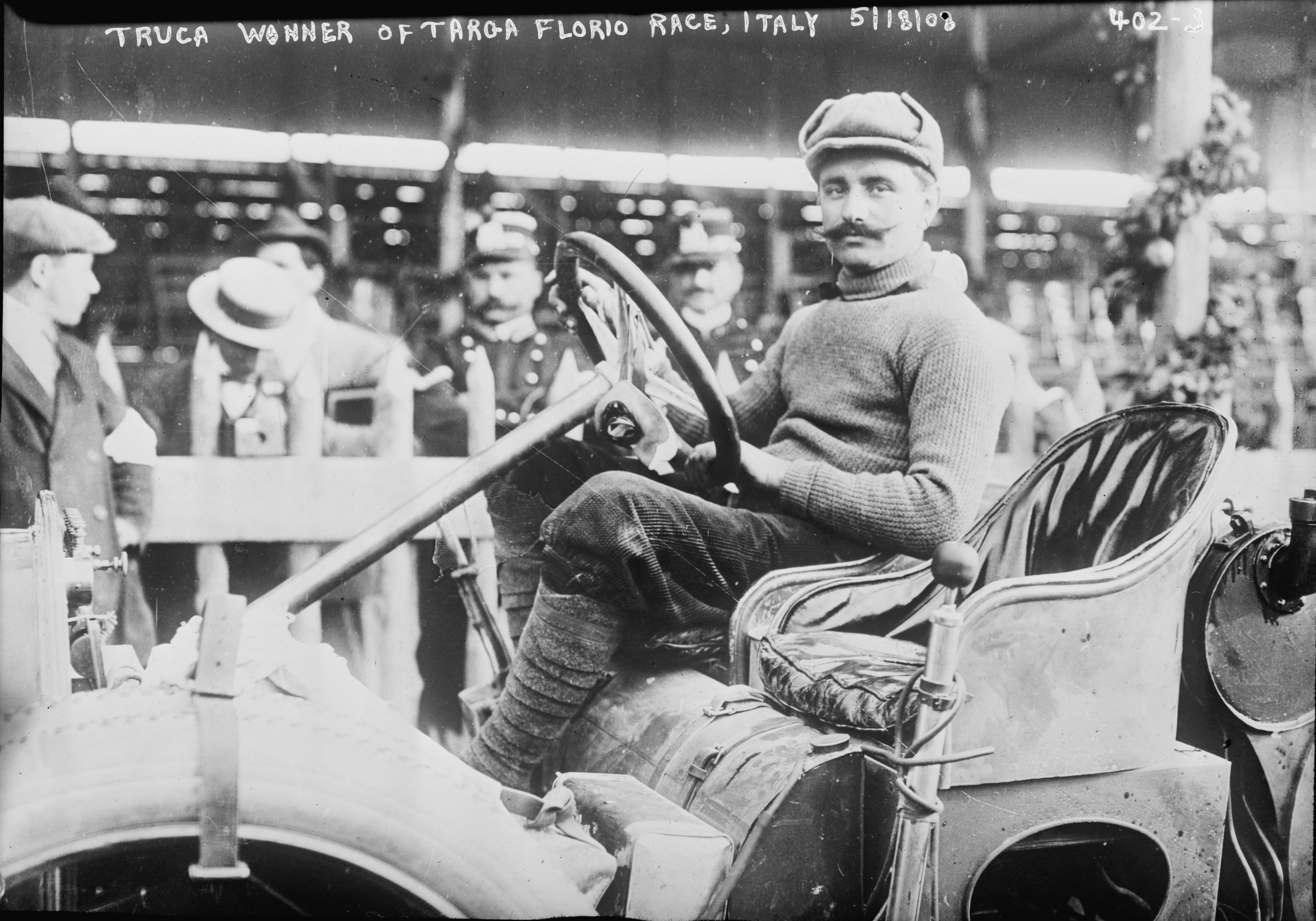
Vincenzo Trucco vainqueur sur Isotta-Fraschini de l'édition 1908.

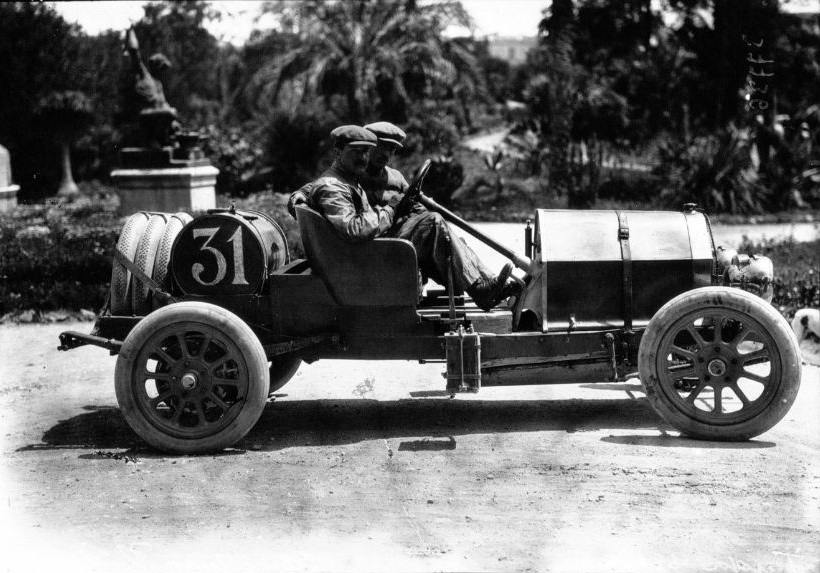
Felice Nazzaro à la Targa Florio 1913, vainqueur sur Nazzaro.

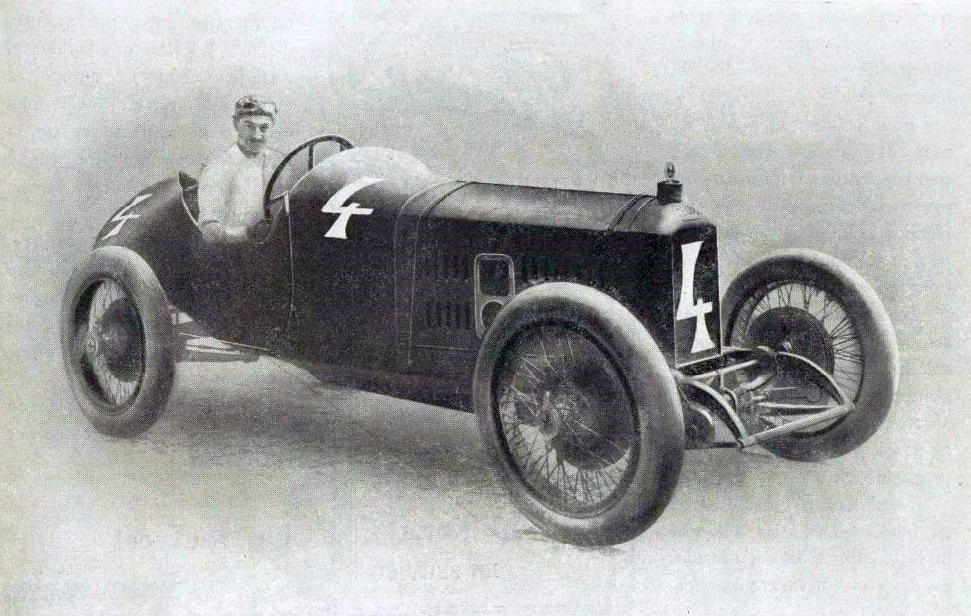
André Boillot, premier français vainqueur de la Targa Florio en 1919.

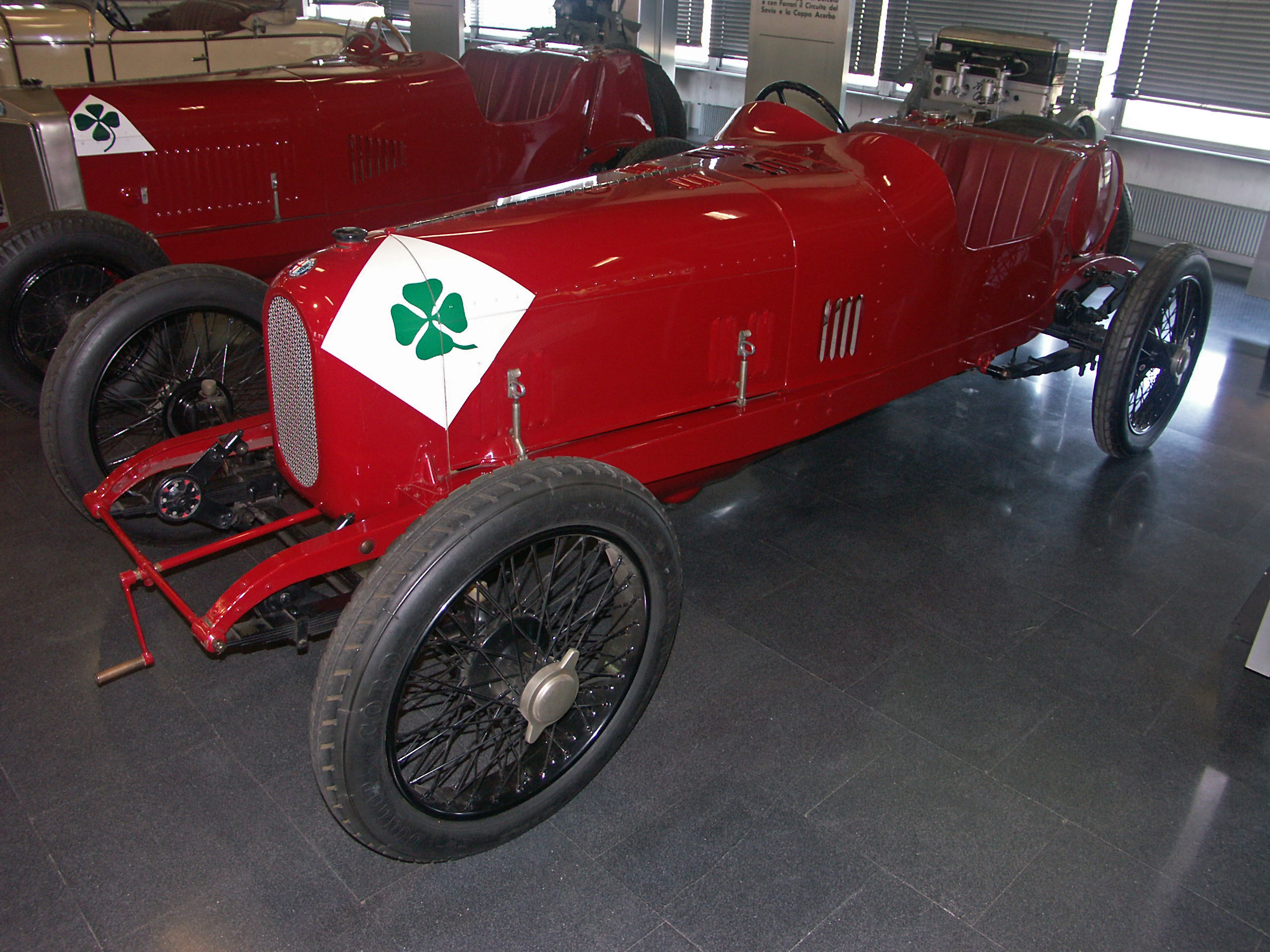
L'Alfa Romeo RLTF remporte l'édition 1923.

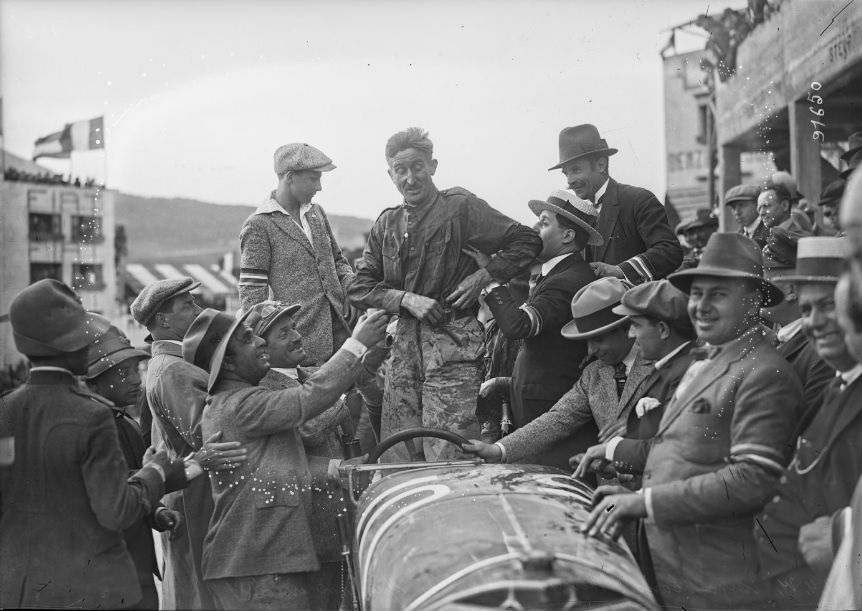
Christian Werner vainqueur de la Targa Florio 1924, sur Mercedes.

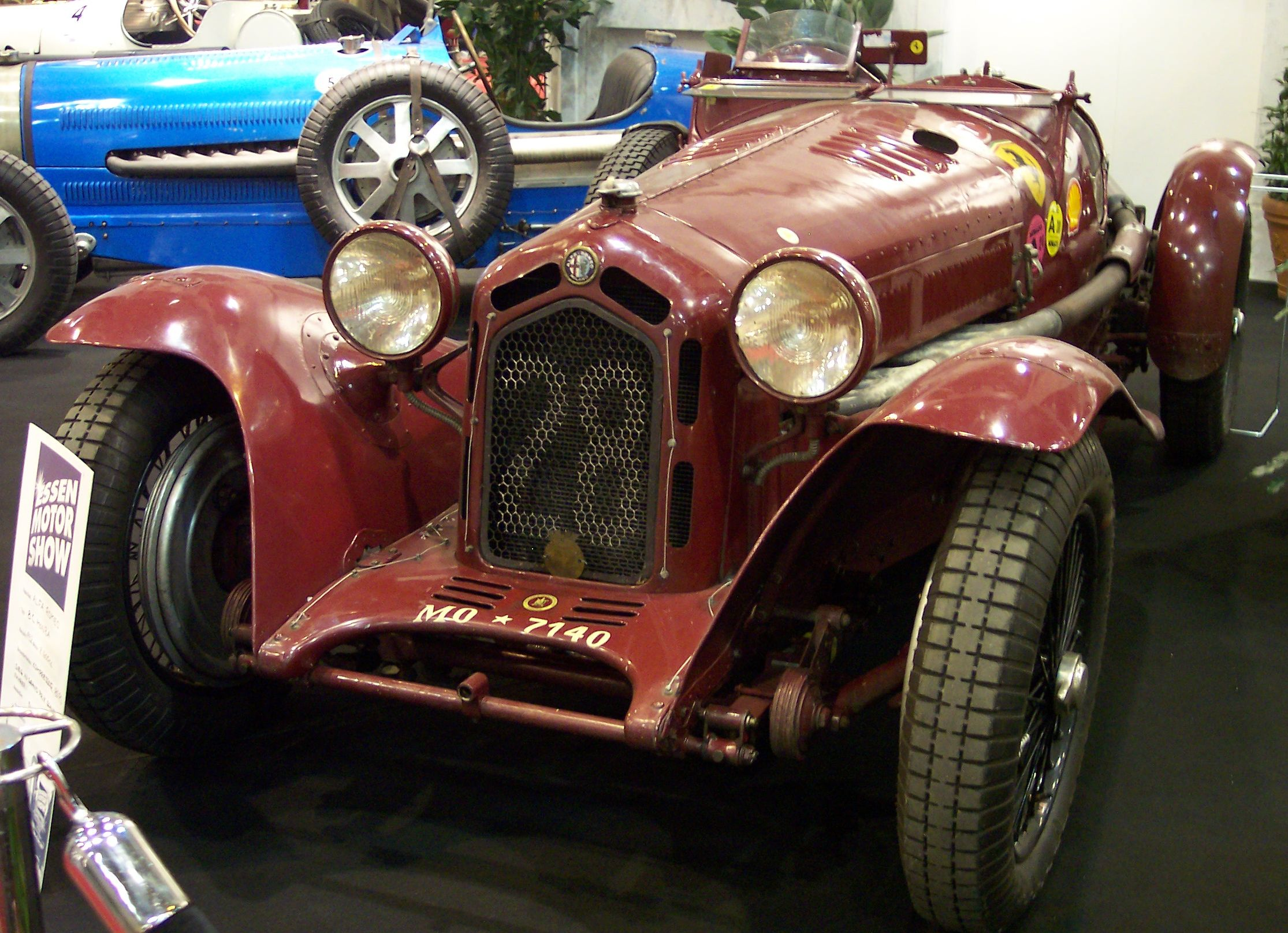
L'Alfa Romeo 8C 2300 « Monza » remporte les éditions 1931, 1932 et 1933.

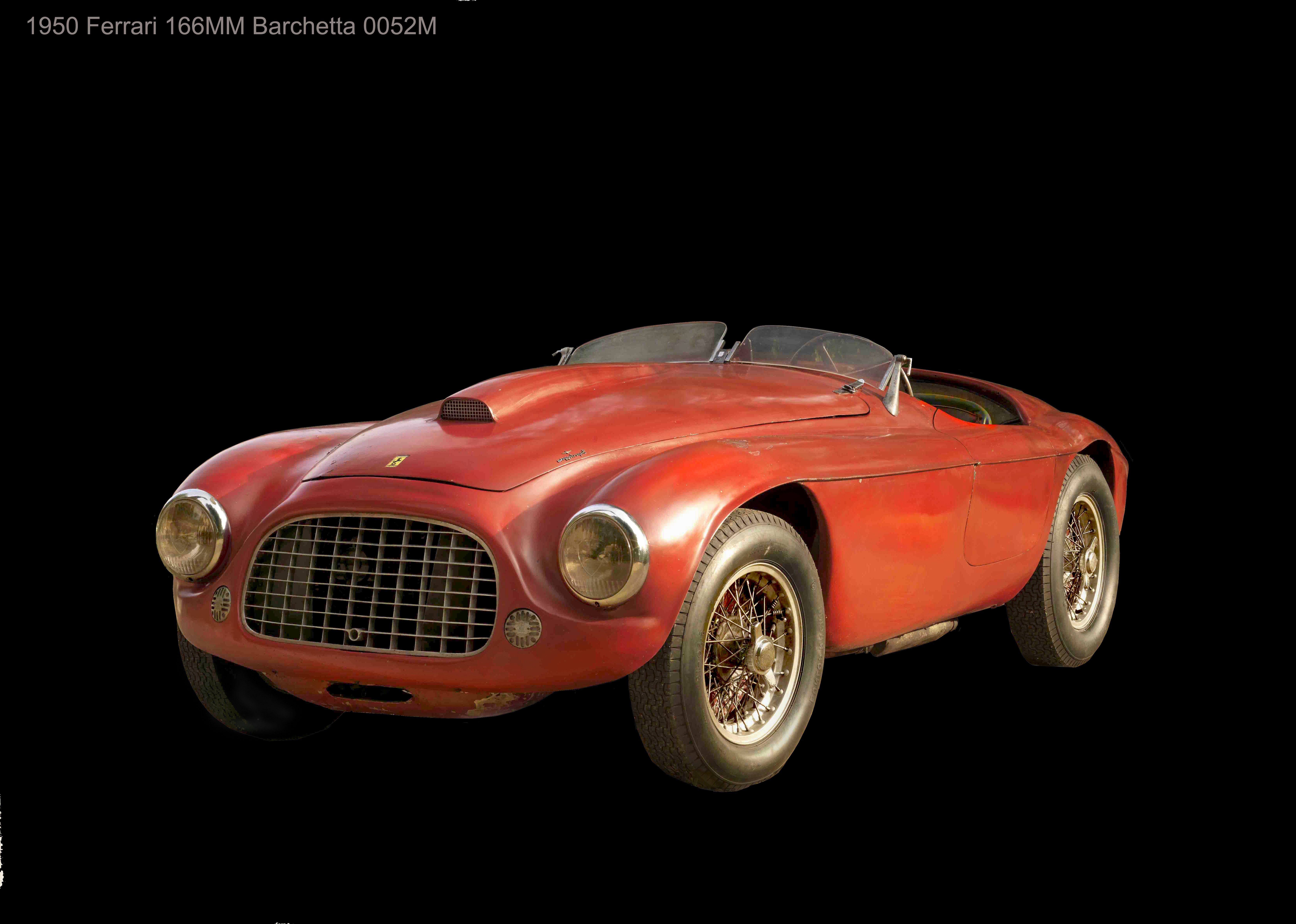
La Ferrari 166 MM Barchetta remporte l'épreuve en 1948.

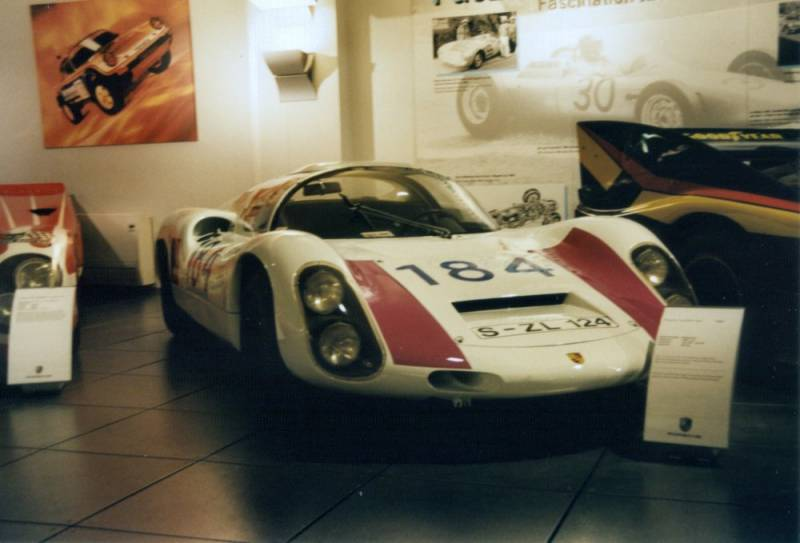
Porsche 910 2.0 l coupé châssis 910-006 pilotée par Umberto Maglioli et Udo Schütz lors de l'édition 1967.

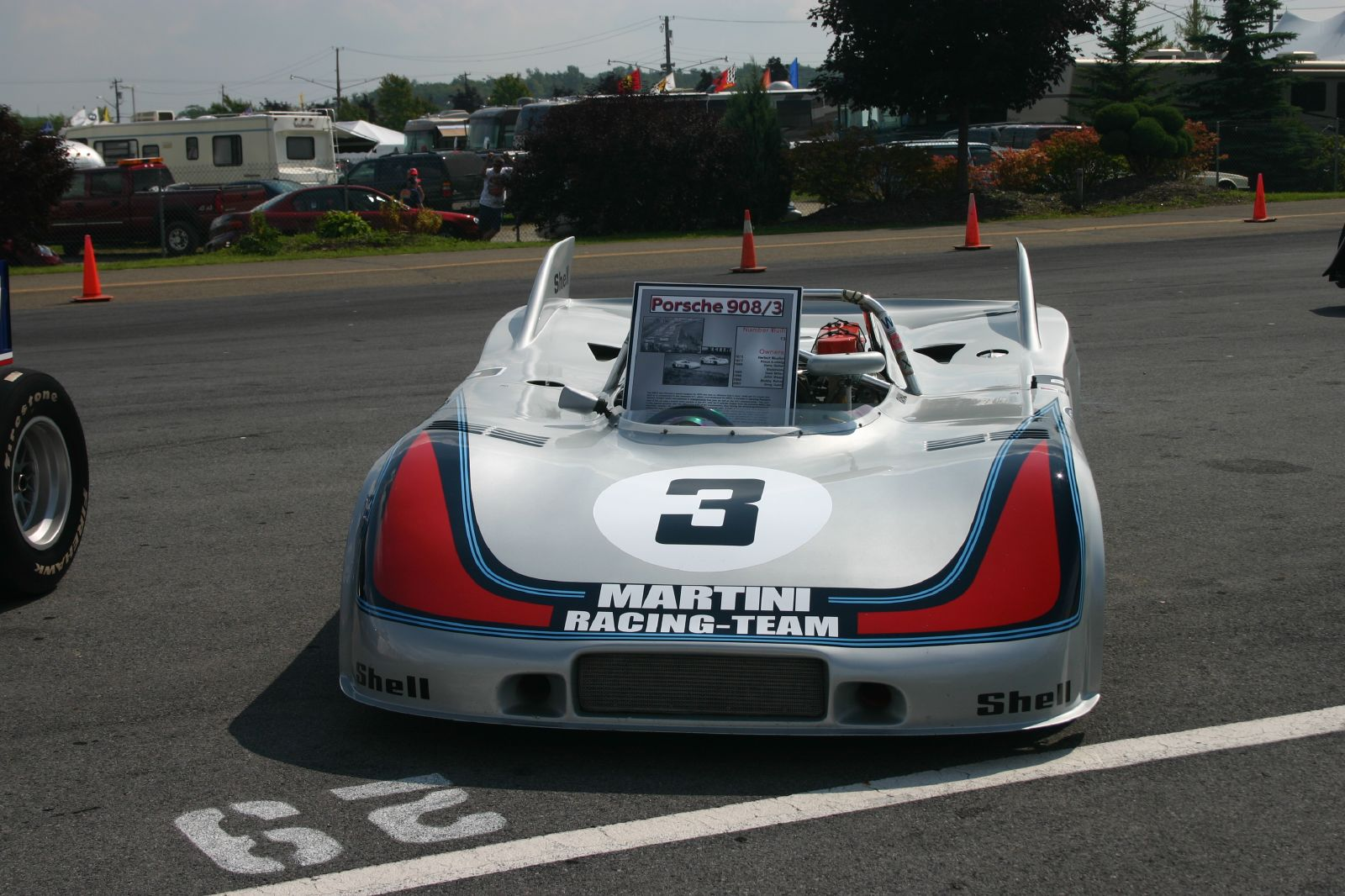
Joseph Siffert et Brian Redman remportent l'édition 1970 sur cette Porsche 908/3.

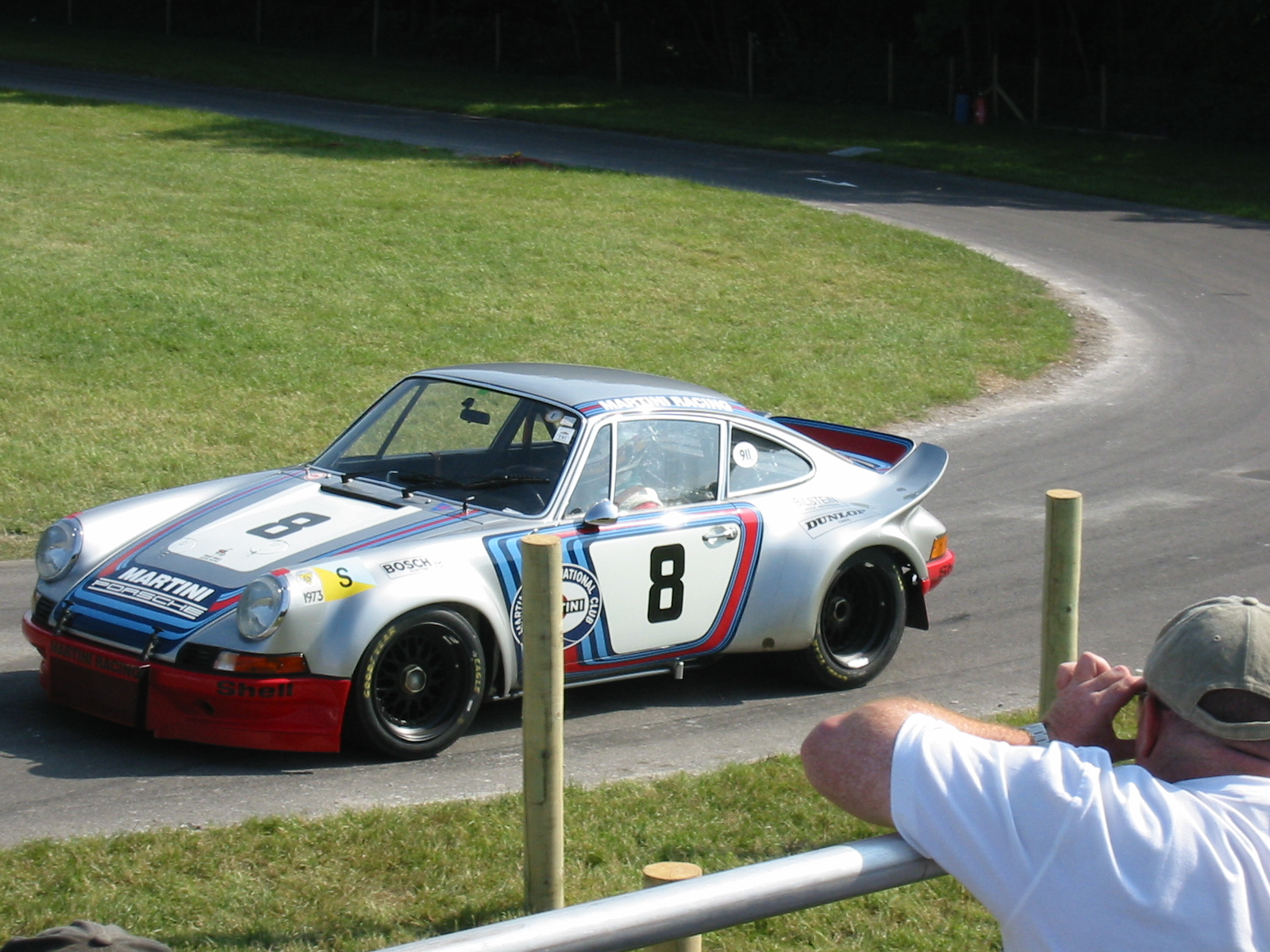
Herbert Müller et Gijs van Lennep remportent l'édition 1973 sur cette Porsche 911 Carrera RSR.

| Année     | Vainqueur                                          | Voiture                         | Résultats |
| --------- | -------------------------------------------------- | ------------------------------- | --------- |
| 1906      | Alessandro Cagno                                   | Itala                           | Résultats |
| 1907      | Felice Nazzaro                                     | Fiat 28/40 HP                   | Résultats |
| 1908      | Vincenzo Trucco                                    | Isotta-Fraschini                | Résultats |
| 1909      | Francesco Ciuppa                                   | SPA                             | Résultats |
| 1910      | Franco Tullio Cariolato                            | Franco Automobili               | Résultats |
| 1911      | Ernesto Ceirano                                    | SCAT                            | Résultats |
| 1912      | Cyril Snipe Pedrini                                | SCAT                            | Résultats |
| 1913      | Felice Nazzaro                                     | Nazzaro                         | Résultats |
| 1914      | Ernesto Ceirano                                    | SCAT                            | Résultats |
| 1915-1918 | Non couru                                          | Non couru                       | Non couru |
| 1919      | André Boillot                                      | Peugeot EXS                     | Résultats |
| 1920      | Guido Meregalli                                    | Nazzaro GP                      | Résultats |
| 1921      | Giulio Masetti                                     | Fiat 451                        | Résultats |
| 1922      | Giulio Masetti                                     | Mercedes GP/14                  | Résultats |
| 1923      | Ugo Sivocci                                        | Alfa Romeo RLTF                 | Résultats |
| 1924      | Christian Werner                                   | Mercedes PP                     | Résultats |
| 1925      | Meo Costantini                                     | Bugatti Type 35                 | Résultats |
| 1926      | Meo Costantini                                     | Bugatti Type 35T                | Résultats |
| 1927      | Emilio Materassi                                   | Bugatti Type 35C                | Résultats |
| 1928      | Albert Divo                                        | Bugatti Type 35B                | Résultats |
| 1929      | Albert Divo                                        | Bugatti Type 35C                | Résultats |
| 1930      | Achille Varzi                                      | Alfa Romeo P2                   | Résultats |
| 1931      | Tazio Nuvolari                                     | Alfa Romeo 8C 2300 « Monza »    | Résultats |
| 1932      | Tazio Nuvolari                                     | Alfa Romeo 8C 2300 « Monza »    | Résultats |
| 1933      | Antonio Brivio                                     | Alfa Romeo 8C 2300 « Monza »    | Résultats |
| 1934      | Achille Varzi                                      | Alfa Romeo P3                   | Résultats |
| 1935      | Antonio Brivio                                     | Alfa Romeo P3                   | Résultats |
| 1936      | Costantino Magistri                                | Lancia Augusta                  | Résultats |
| 1937      | Francesco Severi                                   | Maserati 6CM                    | Résultats |
| 1938      | Giovanni Rocco                                     | Maserati 6CM                    | Résultats |
| 1939      | Luigi Villoresi                                    | Maserati 6CM                    | Résultats |
| 1940      | Luigi Villoresi                                    | Maserati 4CL                    | Résultats |
| 1941-1947 | Non couru                                          | Non couru                       | Non couru |
| 1948      | Clemente Biondetti Igor Troubetzkoy                | Ferrari 166                     | Résultats |
| 1949      | Clemente Biondetti Aldo Benedetti                  | Ferrari 166SC                   | Résultats |
| 1950      | Mario Bornigia Giancarlo Bornigia                  | Alfa Romeo 6C 2500 Competizione | Résultats |
| 1951      | Franco Cortese                                     | Frazer Nash                     | Résultats |
| 1952      | Felice Bonetto                                     | Lancia Aurelia B20              | Résultats |
| 1953      | Umberto Maglioli                                   | Lancia D20 3000                 | Résultats |
| 1954      | Piero Taruffi                                      | Lancia D24                      | Résultats |
| 1955      | Stirling Moss Peter Collins                        | Mercedes-Benz 300 SLR           | Résultats |
| 1956 *    | Umberto Maglioli                                   | Porsche 550A                    | Résultats |
| 1957 *    | Fabio Colonna                                      | Fiat 600                        | Résultats |
| 1958      | Luigi Musso Olivier Gendebien                      | Ferrari 250 Testa Rossa         | Résultats |
| 1959      | Edgar Barth Wolfgang Seidel                        | Porsche 718 RSK                 | Résultats |
| 1960      | Joakim Bonnier Hans Herrmann Graham Hill           | Porsche 718 RS60                | Résultats |
| 1961      | Wolfgang von Trips Olivier Gendebien               | Ferrari 246SP                   | Résultats |
| 1962      | Willy Mairesse Ricardo Rodríguez Olivier Gendebien | Ferrari 246SP                   | Résultats |
| 1963      | Joakim Bonnier Carlo Maria Abate                   | Porsche 718 RS64                | Résultats |
| 1964      | Colin Davis Antonio Pucci                          | Porsche 904 GTS                 | Résultats |
| 1965      | Nino Vaccarella Lorenzo Bandini                    | Ferrari 275 P2                  | Résultats |
| 1966      | Willy Mairesse Herbert Müller                      | Porsche 906                     | Résultats |
| 1967      | Paul Hawkins Rolf Stommelen                        | Porsche 910                     | Résultats |
| 1968      | Vic Elford Umberto Maglioli                        | Porsche 907                     | Résultats |
| 1969      | Gerhard Mitter Udo Schütz                          | Porsche 908/2                   | Résultats |
| 1970      | Joseph Siffert Brian Redman                        | Porsche 908/3                   | Résultats |
| 1971      | Nino Vaccarella Toine Hezemans                     | Alfa Romeo Tipo 33/3            | Résultats |
| 1972      | Arturo Merzario Sandro Munari                      | Ferrari 312 PB                  | Résultats |
| 1973      | Herbert Müller Gijs van Lennep                     | Porsche 911 Carrera RSR         | Résultats |
| 1974      | Gérard Larrousse Amilcare Ballestrieri             | Lancia Stratos                  | Résultats |
| 1975      | Nino Vaccarella Arturo Merzario                    | Alfa Romeo Tipo 33 TT 12        | Résultats |
| 1976      | Armando Floridia                                   | Osella                          | Résultats |
| 1977      | Raffaele Restivo                                   | Chevron                         | Résultats |

* les éditions 1956 et 1957 ne comptaient pas dans le championnat du monde des pilotes